# Малик Агар
Малик Агар (енгл. Malik Agar) је судански политичар и председник Народног покрета за ослобођење Судана (Север). Током 1990-их био је војни командант НПОС-а на фронту у Плавом Нилу. У априлу 2010. изабран је за гувернера вилајета Плави Нил. Током фебруара 2011. године изабран је за председника НПОС (Север). У септембру је смењен са места гувернера по наређењу председника Судана Омара ел Башира и тада је пребегао у Јужни Судан.